# ابن سینا

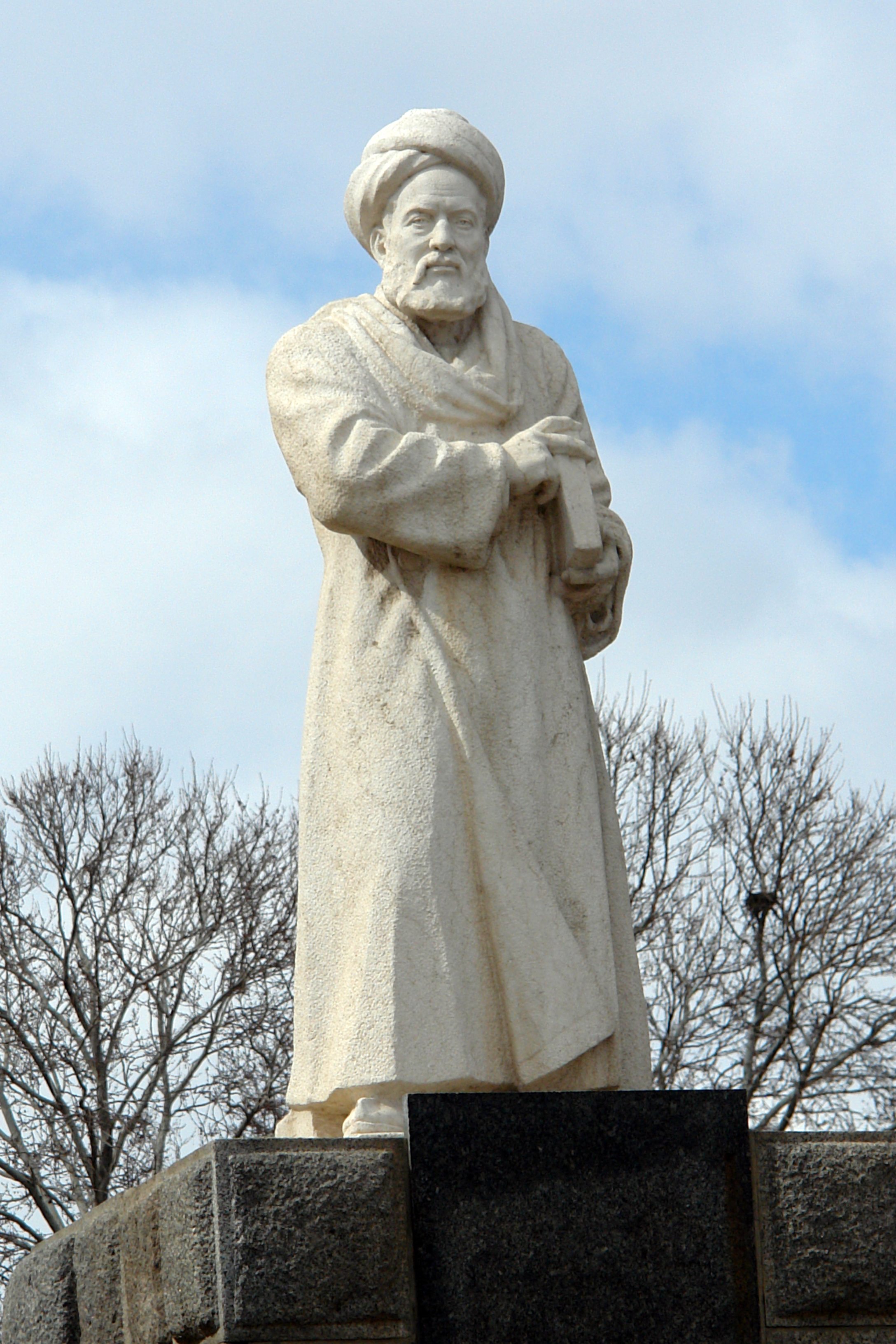
مجسمه سنگی ابوعلی سینا اثر ابوالحسن صدیقی در میدان بوعلی همدان

ابوعلی حسین بن عبدالله بن حسن بن علی بن سینا، مشهور به ابوعلیِ سینا، ابن سینا، پورسینا و شیخ الرئیس (حدود ۹۸۰–۱۰۳۷ میلادی/۳۷۰–۴۲۸ قمری) همه‌چیزدان، پزشک، ریاضی‌دان، اخترشناس، فیزیک‌دان، شیمی‌دان، جغرافی‌دان، زمین‌شناس، شاعر، منطق‌دان، فیلسوف، موسیقی‌دان و دولت‌مرد ایرانی و از مشهورترین و تأثیرگذارترینِ فیلسوفان و دانشمندان ایران‌زمین و جهان است که به ویژه به دلیل آثارش در زمینهٔ فلسفه و پزشکی اهمیت دارد. آثار اصلی او دو دانشنامهٔ علمی و فلسفی جامع به نام‌های کتاب شفا و دانشنامهٔ علائی، و همچنین القانون فی الطب به عنوان یکی از معروف‌ترین آثار تاریخ پزشکی است.
وی در کودکی نبوغ شایانی از خود بروز داد و در جوانی از جمله دانشمندان و پزشکان خاص دربار امیر نوح سامانی در بخارا بود. سپس با زوال سامانیان و نزدیک شدن خطر سپاه سلطان محمود غزنوی از بخارا به گرگانج خوارزم رفت و از آنجا به گرگان نزد امیران آل زیار پناه برد. سپس، در خدمت مجدالدوله رستم امیر آل بویه در ری رسید و پس از آن در همدان وزیر شمس‌الدوله دیلمی بود. پس از مرگ امیر، وی را زندانی کردند تا اینکه از آنجا گریخت و نزد علاءالدوله، حاکم اصفهان از آل کاکویه رفت و در خدمت او بود تا نهایتاً در همین منصب در سفر به همدان درگذشت.
در حوزه دانش منطق ابن سینا با ابداع دو نظریه «قیاس اقترانی شرطی» و «موجهات زمانی» از منطق ارسطویی پا فراتر نهاد در طرح نوینی از منطق موسوم به منطق سینوی را در تمدن اسلامی پی نهاد که پس از وی تا زمان خواجه نصیرالدین طوسی تکمیل گردید. در حوزه فلسفه وی کوشید تا فلسفه مشائی را با دین سازگار سازد. در این جهت علاوه بر اثبات وجود خداوند بمثابه واجب الوجود فلسفی، به حل عقلی مسائلی از قبیل صدور کثرت از وحدت، علم خداوند به جزئیات، پیوند حادث و قدیم، رابطه ذات و صفات خدا پرداخت. در حوزه نفس نیز بحث تجرد و خلود را طرح می‌کند. وی معقول ثانی و اولی را تفکیک می‌کند و در موضوع شرور تقریر نوینی ارائه می‌دهد.
وی ۴۵۰ کتاب در زمینه‌های گوناگون نوشته است که شمار زیادی از آن‌ها در مورد پزشکی و فلسفه است. جرج سارتن در کتاب تاریخ علم، وی را یکی از بزرگ‌ترین اندیشمندان و دانشمندان پزشکی می‌داند. همچنین وی او را مشهورترین دانشمند دیار ایران می‌داند که یکی از معروف‌ترین‌ها در همهٔ زمان‌ها و مکان‌ها و نژادها است. همچنین وی در زمرهٔ فیلسوفان بزرگ جهان قرار دارد. دانشنامهٔ فلسفهٔ دانشگاه تنسی ابن سینا را تأثیرگذارترین فیلسوف جهان پیش از دوران مدرن معرفی می‌کند. تقریرهای فلسفی وی بسیار بر فلاسفه بزرگ بعدی از جمله ملاصدرا، توماس آکوئیناس و دکارت مؤثر بوده است و علاوه بر مکتب سینوی در جهان اسلام که همچنان استمرار دارد، مکتب سینوی در فلسفه قرون وسطی اروپا نیز پدید می‌آید. تجرید الاعتقاد خواجه نصیرالدین طوسی، کلام شیعه را به رنگ فلسفه سینوی درمی‌آورد. در مخالفت با وی از یک سو محمد غزالی و فخر رازی از موضع کلام اشعری و از سوی دیگر ابن رشد اندلسی از موضع فلسفه ارسطویی کتاب می‌نویسند.
زادروز او در ایران، یعنی ۱ شهریور، روز پزشک نام گرفته است.
آرامگاه بوعلی‌سینا در میدان بوعلی سینا در مرکز شهر همدان واقع شده است.

## منبع‌شناسی زندگانی ابن سینا
بخش نخست تقریر زندگانی ابن‌سینا، نوشته خود اوست و بخش دوم آن گزارش و نوشتهٔ ابوعبید جوزجانی است. این نوشته بعدها به «سرگذشت» یا «سیره» مشهور شده است. کهن‌ترین متنی که از این سرگذشت در دست است، کتاب تَتِمة صِوان الحکمة اثر ابوالحسن بیهقی است که همچنین مطالب تازه‌ای دربارهٔ ابن سینا دربردارد. دو گزارش دیگر را از زندگی ابن سینا نزد ابن ابی‌اصیبعه در عیون الانباء و در تاریخ الحکماء اثر جمال‌الدین قفطی یافت می‌شود. گزارش‌های هر یک از این دو منبع دارای اختلافاتی است. هرچند منبع مشترک آنها همان روایت جوزجانی به نقل از خود ابن سینا و سپس بقیهٔ گزارش جوزجانی از سرگذشت است.
ابن خلّکان نیز در وفیات الاعیان گویا از روایت بیهقی بهره گرفته و نکاتی را آورده است که در آثار ابن ابی اصیبعه و ابن فقطی یافت نمی‌شود. متنی هم از سرگذشت ابن سینا، ساله ا پیش از سوی احمد فؤاد اهوانی در حاشیهٔ دست‌نوشته‌ای از نُزهَةالارواح شهرزوری کشف شده بود که به دست یحیی ابن احمد کاشی در ۷۵۴ ق / ۱۳۵۳ م نوشته شده بوده است. اهوانی این سرگذشت را نوشتهٔ کاشی پنداشته است و آن را به مناسبت هزارهٔ تولد ابن سینا در مجموعهٔ ذِکری ابن سینا در ۱۹۵۲ م در قاهره، با عنوان نُکَتٌ فی احوال الشیخ الرئیس ابن سینا منتشر کرده است. در ۱۹۷۴ م ویلیام گُلمَن این سرگذشت را بر پایهٔ چندین دست نوشته به شیوه‌ای انتقادی تدوین و با عنوان زندگانی ابن سینا با ترجمهٔ انگلیسی آن منتشر ساخت. این متن بهترین متنی است که از سرگذشت ابن سینا در دست است، هر چند در آن لغزش‌ها و اشتباهاتی در خواندن و ترجمهٔ برخی عبارات یافت می‌شود که مانفرد اولمان آن‌ها را در نقدی که بر آن کتاب در مجلهٔ آلمانی اسلام (۱۹۷۵ م) نوشته، یادآور شده است.

## زندگی
نام ابن‌سینا، حسین و نام پدرش عبدالله که فرزند حسن و حسن فرزند علی و علی فرزند سینا بود؛ بنابراین به ابن‌سینا یا ابوعلی سینا ملقب شد. عبدالله پدر ابن‌سینا اهل بلخ بود و در زمان سلطنت نوح دوم سامانی از پادشاهان سامانی از بلخ به بخارا آمد و کارمند دارایی روستایی به نام خرمیثن شد و از ده نزدیکی به نام افشنه با دختری به نام ستاره ازدواج کرد و اولین فرزندش را حسین نام گذاشت که همان ابن‌سیناست. پدر و برادر ابن سینا مجذوب تبلیغات اسماعیلیه شده بودند، اما ابن‌سینا از آن دو پیروی نکرد. وی حافظه و هوشی خارق‌العاده داشت. به‌طوری‌که در ۱۴ سالگی از آموزگار خود پیشی گرفت.
او علم منطق را از استادش ابو عبدالله ناتلی آموخت. او کسی را نداشت که از وی علوم طبیعی یا داروسازی را فرا بگیرد و پزشکان مشهور از دستورکارهای او پیروی می‌کردند. البته وی در فراگیری علم متافیزیک ارسطو دچار مشکل شد که تنها به کمک اغراض مابعدالطبیعه فارابی توانست آن را بفهمد. در جوانی او امیر نوح سامانی را از یک بیماری سخت نجات داد. امیر خراسان در ازای این کار اجازه داد که ابن سینا از کتابخانه باشکوه مخصوص شاهزادگان سامانی استفاده کند. در سن ۱۸ سالگی، ابن سینا بر بسیاری از علوم زمانه خود تسلط یافت. پیشرفت‌های بعدی وی، مرهون استدلال‌های شخصی‌اش بود.
بخشی از زندگینامه او به گفته خودش به نقل از شاگردش ابو عبید جوزجانی بدین شرح است:
پدرم عبدالله از مردم بلخ بود در روزگار نوح پسر منصور سامانی به بخارا درآمد. بخارا در آن عهد از شهرهای بزرگ بود. پدرم کار دیوانی پیشه کرد و در روستای خرمیثن به کار گماشته شد. به نزدیکی آن روستا، روستای افشنه بود. در آنجا پدر من، مادرم را به همسری برگزید و وی را به عقد خویش درآورد. نام مادرم ستاره بود من در ماه صفر سال ۳۷۰ از مادر زاده شدم. نام مرا حسین گذاشتند چندی بعد پدرم به بخارا نقل مکان کرد در آنجا بود که مرا به آموزگاران سپرد تا قرآن و ادب بیاموزم. دهمین سال عمر خود را به پایان می‌بردم که در قرآن و ادب تبحر پیدا کردم آنچنان که آموزگارانم از دانسته‌های من شگفتی می‌نمودند.
در آن هنگام مردی به نام ابوعبدالله به بخارا آمد او از دانش‌های روزگار خود چیزهایی می‌دانست پدرم او را به خانه آورد تا شاید بتوانم از وی دانش بیشتری بیاموزم. زمانی که ناتلی به خانهٔ ما آمد، من نزد آموزگاری به نام اسماعیل زاهد، (که از شاگردان حریر بن عبدالله سجستانی بود) فقه می‌آموختم و بهترین شاگرد او بودم و در جدل که شیوهٔ دانشمندان آن زمان بود، تخصصی داشتم.
ناتلی به من منطق و هندسه آموخت و چون مرا در دانش اندوزی بسیار توانا دید به پدرم سفارش کرد که مبادا مرا جز به کسب علم به کاری دیگر وادار سازد و به من نیز تأکید کرد جز دانش آموزی شغل دیگر برنگزینم. من اندیشهٔ خود را بدانچه ناتلی می‌گفت می‌گماشتم و در ذهنم به بررسیِ آن می‌پرداختم و آن را روشن‌تر و بهتر از آنچه استادم گفته بود، فرامی‌گرفتم تا اینکه منطق را نزد او به پایان رسانیدم و در این فن بر استاد خود برتری یافتم.
چون ناتلی از بخارا رفت من به پژوهش و مطالعه در علم الهی و طبیعی پرداختم. اندکی بعد میلی در فراگرفتن علم طب در من پدیدار گشت. آنچه را پزشکان پیشین نوشته بودند، همه را به دقت خواندم، چون علم طب از علوم مشکل به‌شمار نمی‌رفت، در کوتاه‌ترین زمان در این رشته موفقیت‌های بزرگ به‌دست آوردم تا آنجا که دانشمندان بزرگ علم طب به من روی آوردند و در نزد من به تحصیل اشتغال ورزیدند. من بیماران را درمان می‌کردم و در همان حال از علوم دیگر نیز غافل نبودم. منطق و فلسفه را دوباره به مطالعه گرفتم و به فلسفه بیشتر پرداختم و یک سال و نیم در این کار زمان صرف کردم. در این زمان کمتر شبی سپری شد که به بیداری نگذرانده باشم و کمتر روزی گذشت که جز به مطالعه به کار دیگری دست زده باشم.
پس از آن به الهیات رو آوردم و به مطالعه کتاب مابعد الطبیعه ارسطو اشتغال ورزیدم ولی چیزی از آن نمی‌فهمیدم و غرض نویسنده را از آن سخنان درنمی‌یافتم از این رو دوباره از سر خواندم و چهل بار تکرار کردم چنان‌که مطالب آن را حفظ کرده بودم اما به حقیقت آن پی نبرده‌بودم. چهرهٔ مقصود در حجابِ ابهام بود و من از خویشتن ناامید می‌شدم و می‌گفتم مرا در این دانش راهی نیست یک روز عصر از بازار کتابفروشان می‌گذشتم کتابفروش دوره‌گردی کتابی را در دست داشت و به دنبال خریدار می‌گشت به من درخواست کرد که آن را بخرم من آن را خریدم، اغراض مابعدالطبیعه نوشته ابونصر فارابی، هنگامی که به در خانه رسیدم بی‌درنگ به خواندن آن پرداختم و به حقیقت مابعدالطبیعه که همه آن را از برداشتم پی بردم و دشواری‌های آن بر من آسان گشت. از توفیق بزرگی که نصیبم شده بود بسیار شادمان شدم. فردای آن روز برای سپاس خداوند که در حل این مشکل مرا یاری فرمود، صدقه فراوان به درماندگان دادم. در این هنگام سال ۳۸۷ بود و تازه ۱۷ سالگی را پشت سر نهاده بودم. زمانی من وارد سال ۱۸ زندگی خود می‌شدم نوح بن منصور سخت بیمار شد، اطباء از درمان وی درماندند و چون من در پزشکی آوازه و نام یافته بودم مرا به درگاه بردند و از نوح خواستند تا مرا به بالین خود فرا خواند.
من نوح را درمان کردم و اجازه یافتم تا در کتابخانه او به مطالعه پردازم. کتاب‌های بسیاری در آنجا دیدم که بیشتر مردم حتی نام آن‌ها را نمی‌دانستند و من هم تا آن روز ندیده بودم. از مطالعه آن‌ها بسیار سود جستم.
چندی پس از این روزها پدرم در گذشت و روزگار احوال مرا دگرگون ساخت من از بخارا به گرگانج خوارزم رفتم. چندی در آن دیار به عزت روزگار گذراندم نزد فرمانروای آنجا نزدیکی پیدا کردم و به تألیف چند کتاب در آن شهر توفیق یافتم. پیش از آن در بخارا نیز کتاب‌هایی نوشته بودم.

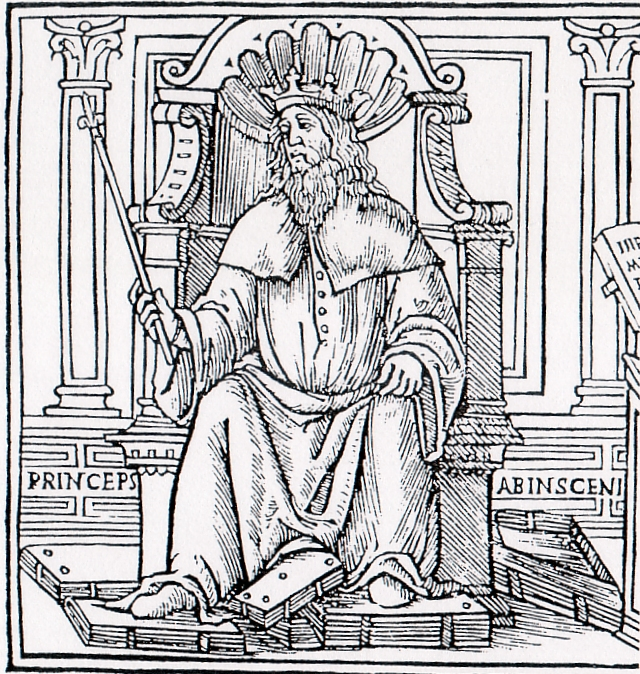
نگاره‌ای از ابن سینا بر روی ترجمه کتاب قانون به لاتینی با نام «Princeps Abinsceni» اثر «جنتیله دا فولینیو» چاپ سال ۱۵۲۰ ایتالیا

در این هنگام اوضاع جهان دگرگون شده بود ناچار من از گرگانج بیرون آمدم. مدتی همچون آواره‌ای در شهرها می‌گشتم تا به جرجان رسیدم و از آنجا به دهستان رفتم و دوباره به جرجان بازگشتم و مدتی در آن شهر ماندم و کتاب‌هایی تصنیف کردم. ابوعبید جوزجانی در جرجان به نزدم آمد.
ابو عبید جوزجانی گوید: این بود آنچه استادم از سرگذشت خود برایم حکایت کرد. من به خدمت او پیوستم تا پایان زندگی با او بودم و استادم پس از مدتی به ری رفت و به خدمت مجدالدوله از فرمانروایان دیلمی درآمد و وی را که به بیماری سودا دچار شده بود درمان کرد و از آنجا به قزوین و از قزوین به همدان رفت و مدتی دراز در این شهر ماند و در همین شهر بود که استادم به وزارت شمس‌الدوله دیلمی فرمانروای همدان رسید. در همین زمان‌ها استادم کتاب قانون را نوشت و تألیف کتاب بزرگ شفا را به خواهشِ من آغاز کرد. چون شمس الدوله از جهان رفت و پسرش جانشین وی گردید؛ استاد وزارتِ او را نپذیرفت و چندی بعد به او اتهام بستند که با فرمانروای اصفهان مکاتبه دارد و به همین دلیل به زندان گرفتار آمد. ۴ ماه در زندان به‌سر برد و در زندان ۳ کتاب به رشته تحریر درآورد. پس از رهایی از زندان مدتی در همدان بود تا با جامه درویشان پنهانی از همدان بیرون رفت و به سوی اصفهان رهسپار گردید. من و برادرش و دو تنِ دیگر با وی همراه بودیم. پس از آنکه سختیهای بسیار کشیدیم به اصفهان درآمدیم. علاءالدوله فرمانروای اصفهان استادم را به گرمی پذیرفت و مقدم او را بسیار گرامی داشت و در سَفَروحَضَر و به هنگام جنگ و صلح، استاد را همراه و همنشینِ خود ساخت. استاد در این شهر کتاب شفاءرا تکمیل کرد و به سال ۴۲۸ در سفری که به همراهی علاءالدوله به همدان می‌رفت، بیمار شد و در آن شهر در گذشت و به خاک سپرده شد. او با روش‌های اندیشمندانه بیماران را درمان می‌کرد.
در خصوص مذهب و اعتقادات او اختلافاتی گزارش شده است، با این وجود مسلمان بودن وی، قطعی قلمداد شده است. دیمیتری گوتاس او را سنی حنفی می‌داند. او را اسماعیلی مذهب و شیعه دوازده‌امامی عنوان کرده‌اند. از اندیشه‌های سیاسی و اعتقادی وی، گزارش‌های در تأیید شیعه اثنی عشری بودن وی مطرح شده است.

### مهاجرت از گرگانج به جرجان (۴۰۳–۴۰۲ هجری/ ۱۰۱۳–۱۰۱۲ میلادی)

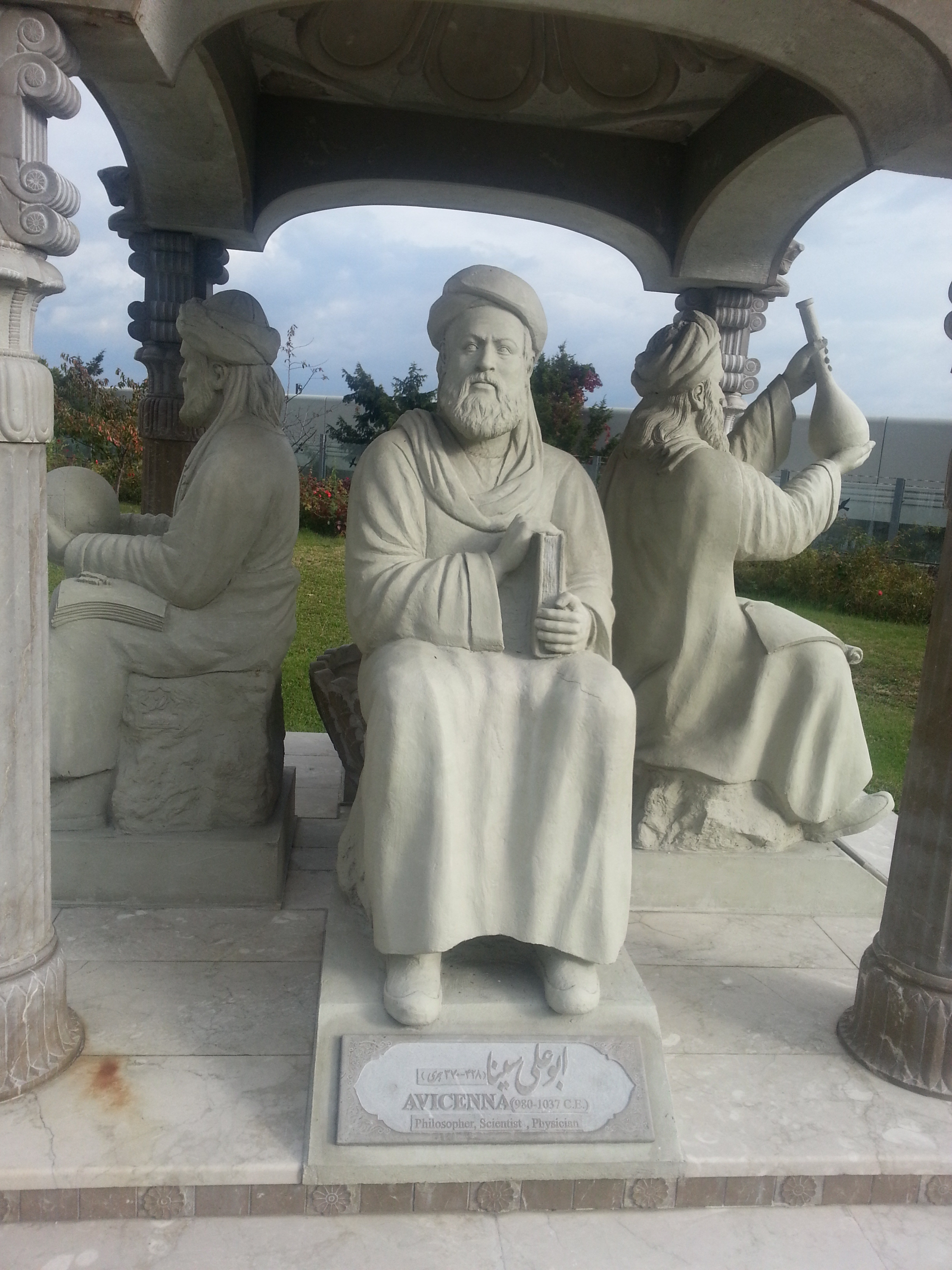
مجسمهٔ ابن سینا در محوطه روبروی دفتر سازمان ملل متحد در وین

ابن سینا در ۴۰۲ هجری گرگانج را به مقصد جرجان ترک نمود تا دوستش کاووس بن وشمگیر دیلمی از آل زیار را دیدار کند. در این راه، ابن سینا به سوی خراسان رفت و از شهرهای نسا، ابیورد، طوس، سمنگان، جاجرم گذشت و به جرجان رسید؛ ولی در این میان (در زمستان ۴۰۳ هجری/ژانویه و مارس ۱۰۱۳ میلادی) قابوس درگذشت. گرچه در شرح حال ابن سینا به زبان خودش، دلیلی بر این موضوع نیامده، ولی می‌توان علت مرگ قابوس را مسائل سیاسی دانست. به نظر نمی‌رسد ابن سینا در طی این سفر که در شهری مانده باشد. ابن سینا مدت کوتاهی در جرجان در خانه یکی از دوستان صمیمی اش اقامت نمود و در آنجا جوزجانی را دیدار نموده و در خدمت منوچهر بن کاووس بود.

### در ری (۴۰۵–۴۰۴ هجری/ ۱۰۱۵–۱۰۱۴ میلادی)
ابن سینا از جرجان به ری مهاجرت کرد و در دستگاه حکومتی حاکم آل بویه مجدالدوله رستم وارد شد. مادر مجدالدوله سیده، دستی پشت پرده در تصمیم گیریهای حکومتی بود. ابن سینا با مهارتی که در پزشکی داشت، از نخبگان سیاسی که به مجدالدوله مشاوره می‌دادند پیشی گرفت و به وی نزدیک‌تر شد. ابن سینا مجدالدوله را که مبتلا به مالیخولیا شده بود، مداوا نمود.

### در همدان (۴۱۵–۴۰۵ هجری/ ۱۰۲۴–۱۰۱۵ میلادی)
ابن سینا در ری بود تا شمس‌الدوله حاکم آل بویه (برادر مجدالدوله) در ذیقعدهٔ ۴۰۵ ه‍.ق /آوریل ۱۰۱۵ م. به آنجا حمله کرد. ابن سینا به دلایل نامعلوم به قزوین مهاجرت کرده و سپس وارد همدان گردید. وی سپس برای درمان شمس‌الدوله احضار گردید و به اجبار وزیر وی شد و تا مرگ شمس‌الدوله در ۴۱۲ ه‍.ق /۱۰۲۱ م. در این سمت باقی ماند. یک بار در این دوران ابن سینا با لشکریان امیر درگیر شد. پس از مرگ شمس‌الدوله، سماءالدوله روی کار آمد و از ابن سینا خواست تا در جایگاهش باقی بماند؛ ولی ابن سینا تمایلی به این موضوع نداشت و در انتظار فرصتی برای ترک آن دیار بود. او پنهانی با علاءالدوله حاکم آل کاکویه نامه نگاری کرد که دیوان آل بویه در همدان و مخصوصاً تاج‌الملک ابونصر ابراهیم بن بهرام کوهی وزیر کرد آل بویه به وی ظنین گردیده، به اتهام خیانت در قلعه‌ای در فرجان ابن سینا را زندانی کردند. ابن سینا ۴ ماه زندانی بود تا اینکه علاءالدوله به همدان تاخت و سلطنت سماءالدوله را پایان داد و ابن سینا از زندان آزاد شد. علاءالدوله به ابن سینا پیشنهاد منصبی در همدان را داد که نپذیرفت. چندی بعد ابن سینا تصمیم به مهاجرت به اصفهان گرفت و در لباس صوفیان به همراه برادرش، ابوعبید جوزجانی و دو برده به آنجا رفت.

### در اصفهان (۴۲۸–۴۱۵ هجری/۱۰۳۷–۱۰۲۴ میلادی)
علاءالدوله، ابن سینا را با عزت و احترام پذیرفت و ابن سینا در اصفهان سکنی گزید و سالهای پایانی عمرش را در خدمت وی گذراند و در بیشتر سفرها با وی همراه بود. مدرسه ابن سینا در خیابان ابن سینا کوچه‌ی پاگلدسته محل تدریس ابن سینا بوده است و دانشجویان زیادی از سراسر دنیا به این مکان می‌آمده‌اند و این مدرسه هنوز موجود است. ابوعبید جوزجانی شرح سفر او به اصفهان و حوادثی که در اصفهان اتفاق افتاده است را در کتاب‌هایش ذکر نموده است.

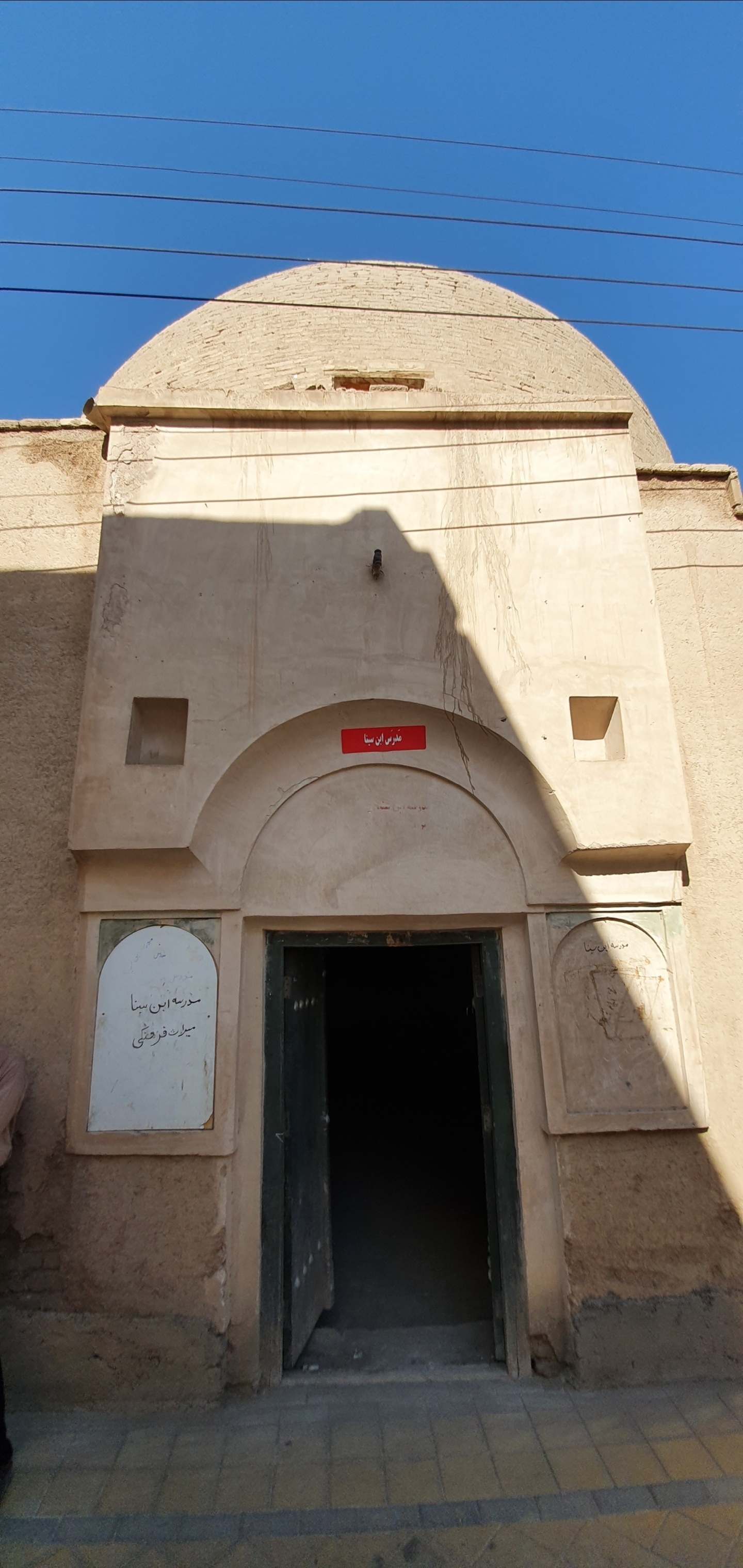
The teaching place of Avicenna (Ibn Sina) in the city of Esfahan

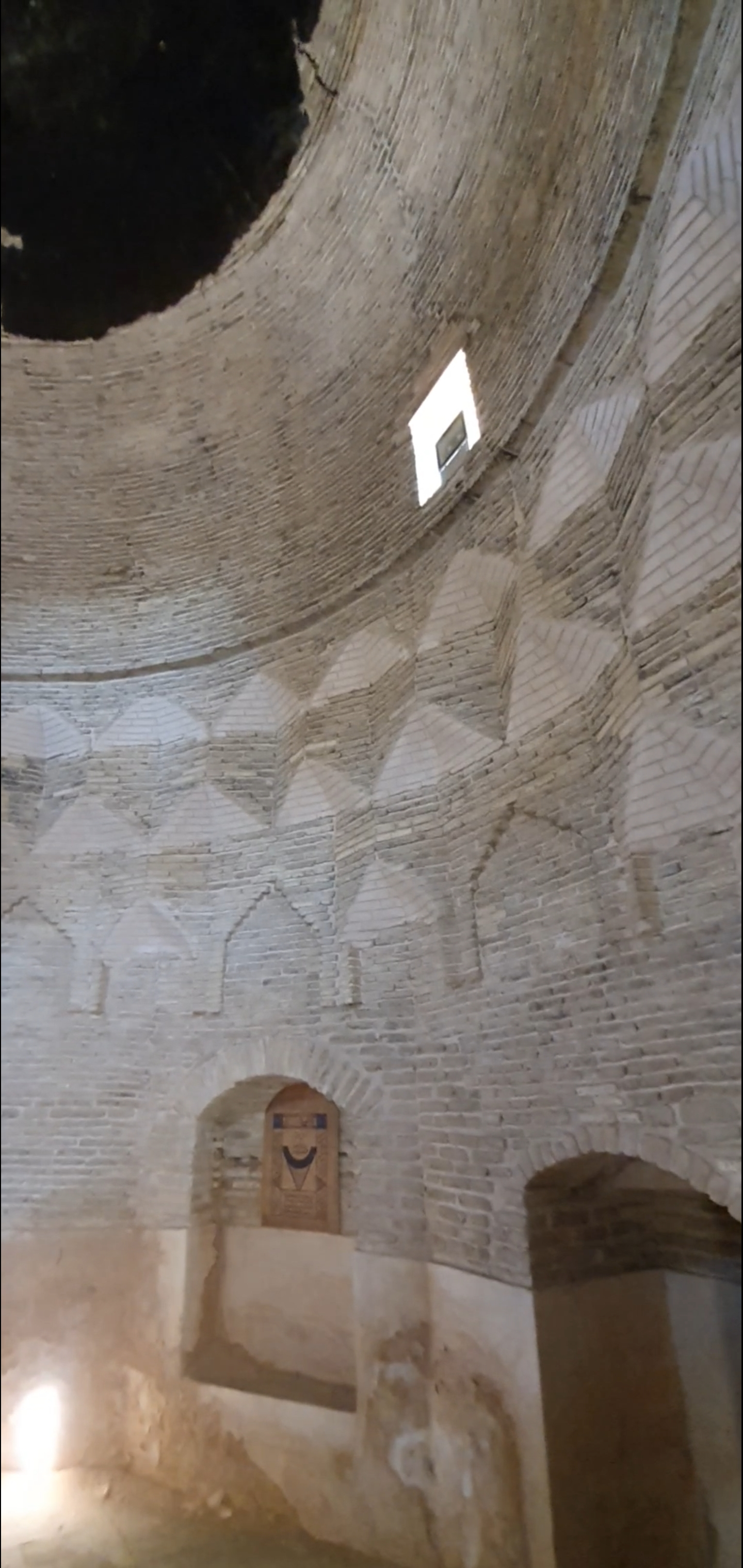
Inside of the AbuAli Sina School in Esfahan

برخی نیز محل دفن ابن سینا را در این مکان می دانند. در یکی از این سفرها به همدان در سال ۴۲۸ هجری به همدان رفت.

### پایان زندگی در همدان
می‌گویند ابن سینا در سفر به همدان مبتلا به قولنج شد که پیشتر هم به آن مبتلا شده بود و در اثر آن در روز ۲ تیر ۴۱۶ هجری شمسی درگذشت و در همدان به خاک سپرده شد. اما علت اصلی مرگ ابن سینا مشخص نیست. می‌دانیم که او مدت‌ها از یک بیماری رنج می‌برده است. حدس زده می‌شود که علت مرگ او شاید سرطان روده بزرگ، آمیبیاز و … بوده باشد.
روایتی نیز از مرگ ابن سینا در زندگی نامهٔ او به قلم ابوعبید جوزجانی شاگرد و همراه ابن سینا موجود است که علت مرگ ابن سینا را زیاده روی در شهوات می‌داند. البته با توجه به اینکه ابن سینا شهرت زیادی داشته و زندگی‌نامه پس از مرگ او نوشته شده است، و از سوی دیگر هنوز نسخه ای انتقادی از زندگی نامهٔ ابن سینا تهیه نشده است، زندگی ابن سینا به روایت جوزجانی دارای ابهاماتی برای ابن سیناپژوهان است.

### آرامگاه

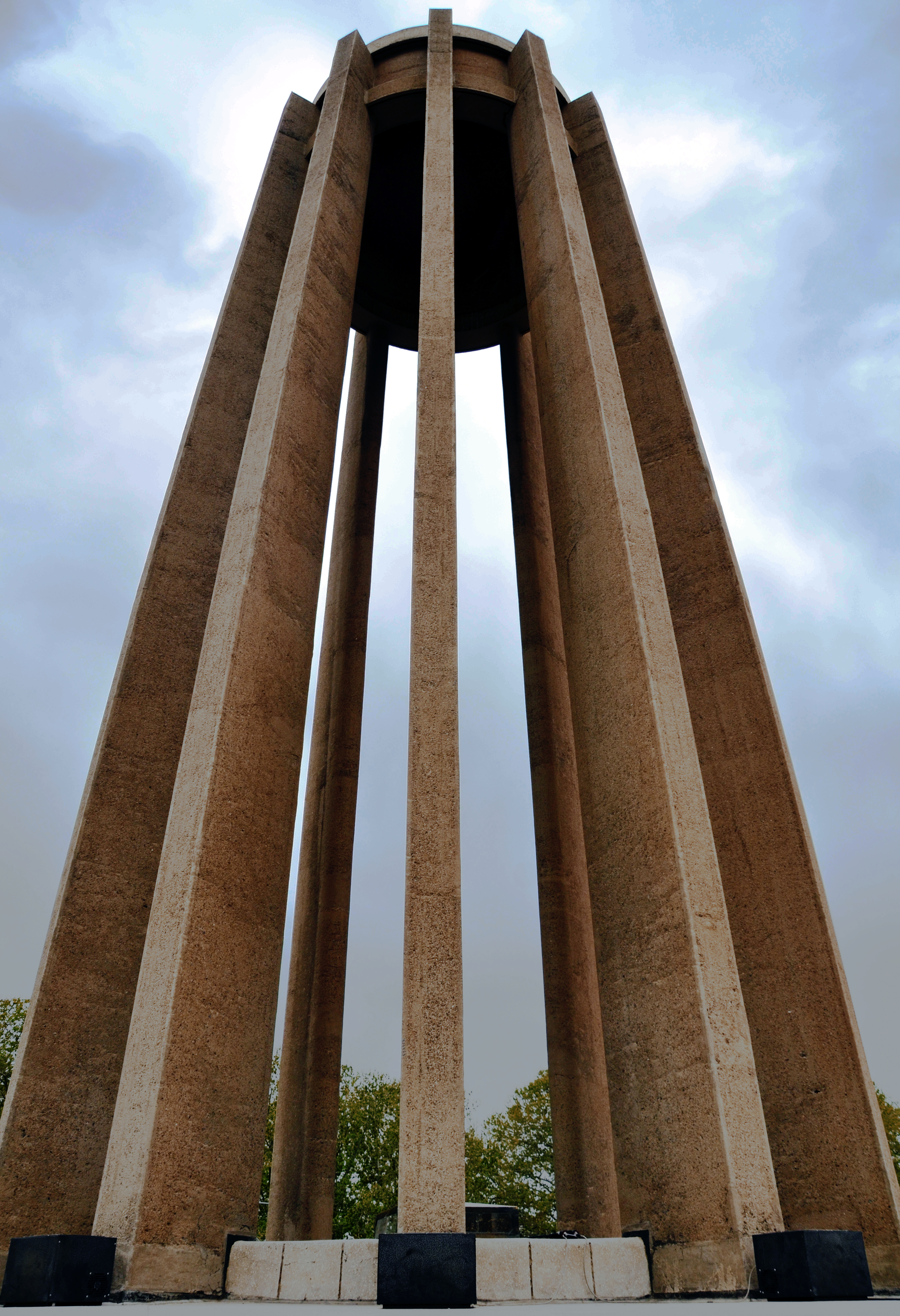
آرامگاه پورسینا (این سینا) (بوعلی سینا) - همدان - ایران

ابن سینا در همان محل مرگ، یعنی همدان به خاک سپرده شد و آرامگاه بوعلی‌سینا هم‌اکنون در این شهر قرار دارد.آرامگاه پورسینا یکی از میدان‌های اصلی شهر است در امتداد ضلع شمالی و جنوبی این میدان دو خیابان بوعلی سینای شمالی و جنوبی و در امتداد ضلع‌های شرقی بلوار آیت‌الله مدنی و غربی آن بلوار خواجه رشید قرار دارند، این آرامگاه در سال ۱۳۲۷ خورشیدی بر اساس طرح برنده مسابقه، هوشنگ سیحون، ساخته شد.
همچنین مدفن شاعر مشهور عارف قزوینی در مجاورت بنای این آرامگاه است.

### ابن سینا و ازدواج
در منابع تاریخی هیچ گزارش جدی دربارهٔ ازدواج ابن سینا مطرح نشده است، جز این‌که برخی گفته‌اند با دختری به نام یاسمین که کنیز فراری خلیفه بغداد بود، ازدواج کرد، که آن هم دیری نپایید.

## ابن سینا فیلسوف
ابن سینا بسیار پیرو فلسفه ارسطو بود و از این نظر به استادش فارابی شباهت دارد. مبحث منطق و نفس در آثار او در واقع همان مبحث منطق و نفس ارسطو و شارحان او نظیر اسکندر افرودیسی و ثامیسطیوس است. اما ابن سینا هرچه به پایان عمر نزدیک می‌شد، بیشتر از ارسطو فاصله می‌گرفت و به افلاطون و فلوطین و عرفان نزدیک می‌شد. داستان‌های تمثیلی او و نیز کتاب پرحجم منطق المشرقین که پایان عمر تحریر کرده بود، شاهد این مدعاست. متأسفانه امروزه از این کتاب تنها پیش گفتارش در دست است؛ ولی حتی در همین پیش گفتار نیز ابن سینا آثار دوران ارسطویی خویش مانند شفا و نجات را انکار می‌کند.

## آثار ابن سینا

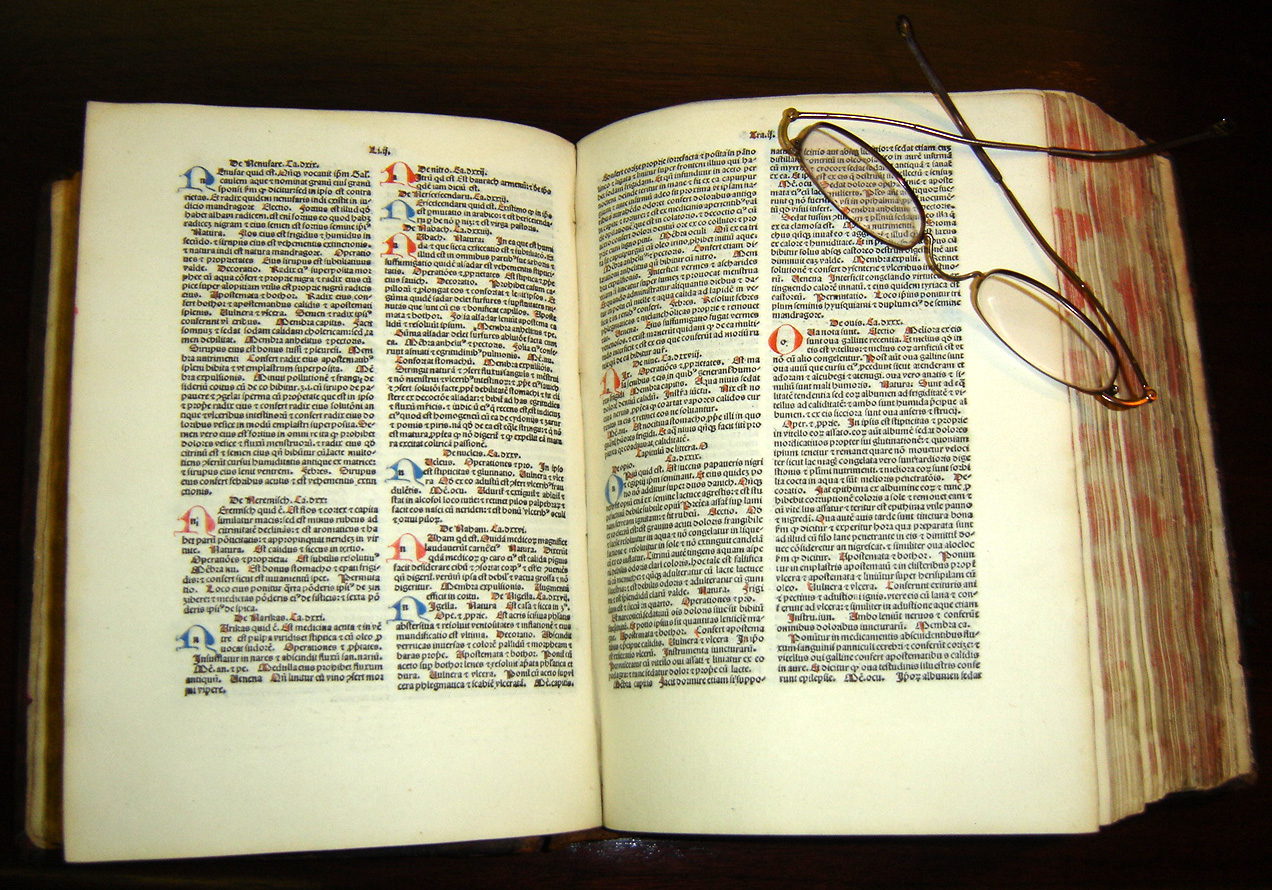
نسخه‌ای از کتاب قانون ابن سینا به زبان لاتین، چاپ ۱۴۸۴ میلادی در مخزن کتب نفیس کتابخانه مرکز علوم درمانی دانشگاه تکزاس در سن‌آنتونیو

به دلیل آنکه در آن دوره، عربی زبان رایج آثار علمی بود، ابن سینا و سایر دانشمندان ایران‌زمین که در آن روزگار می‌زیستند، اکثر کتاب‌های خود را به زبان عربی نوشتند. بعدها برخی از این آثار به زبان‌های دیگر از جمله فارسی ترجمه شد. از جمله اثر قانون در طب را که عبدالرحمن شرفکندی به زبان فارسی ترجمه کرده است.
او کتاب مخارج الحروف یا اسباب حدوث الحروف را به زبان عربی، دربارهٔ آواشناسی و چگونگی تولید آواهای زبان عربی نوشت. این کتاب را پرویز ناتل خانلری به فارسی برگردانده است.

### برابریابی برای واژه‌های عربی و واژه‌سازی از سویِ ابنِ سینا
افزون بر این، ابن سینا در ادبیات فارسی نیز دستی توانمند داشته است. بیش از ۲۰ اثر فارسی به او منسوب است که از میان آن‌ها، بی‌گمان «دانشنامه علائی» و «رگشناسی» (رساله نبض) از نوشته‌های او است. آثار فارسی ابن سینا، مانند سایر نثرهای علمی زمان وی، با رعایت ایجاز و اختصارکامل نوشته شده است. ابن سینا برای بیان مفاهیم نو به فارسی در آثار خود دست به واژه‌سازی زده است.
برپایهٔ پژوهشهای دکتر محمد معین و سید محمد مشکات، شمار واژگان آفریدهٔ ابن سینا در دانشنامهٔ علایی و رگ‌شناسی ۱۰۳۹ واژه است. برخی واژه‌های آفریدهٔ ابن سینا در این دو اثر سترگ چنین هستند:
بُرینش به‌جای قطع (که در ریاضی و انداهه به‌کار می‌رفت)، پذیرا به‌جای قابل (در فلسفه)، روان به‌جای نفس، سربه‌سر به‌جای مساوی، کرده به‌جای مفعول، کُنا به‌جای فاعل، گداخته به‌جای مایع، مایگی به‌جای مادیّت، نهاد به‌جای وضع، یکی‌ای به‌جای وحدت، افکندنِ گمان به‌جای تولیدِ شک، ایستادگی به‌خودی‌خود به‌جای قائمِ‌بالذات‌بودن، بالش (نمو، از بن واژهٔ بالیدن)، بَستَناکی به‌جای انجماد، بهره پذیر به‌جای قابل قسمت، بی‌گسستگی به‌جای لاینقطع، پیداگر، پیوندپذیر، جانِ سخن گویا به‌جای نفسِ ناطقه، جُنبایی به‌جای حرکت، جنبش‌دار، جنبشِ راست به‌جای حرکتِ مستقیم، جنبش گِرد به‌جای حرکتِ مستدیر، چه چیزی به‌جای ماهیت، دیرجنب، رایش به‌جای علمِ ریاضی، روشن‌سرشتی، زایش‌دِه به‌جای مولّد، زِفر زبرین به‌جای فکِ اعلی، زِفر زیرین به‌جای فکِ اسفل، شایدبود به‌جای امکان، گوهر روینده به‌جای جوهر نامی، نادیداری به‌جای باطنی، هرآینگی‌بودن به‌جای وجوب، حدِّ کِهین، حدِّ مِهین، حدِّ میانگین، علمِ ترازو به‌جای علمِ منطق، علمِ سپس‌طبیعت به‌جای علم مابعدالطبیعه، نبض درنگی، نبض دمادم، نبض ستبر، نبض لرزنده.

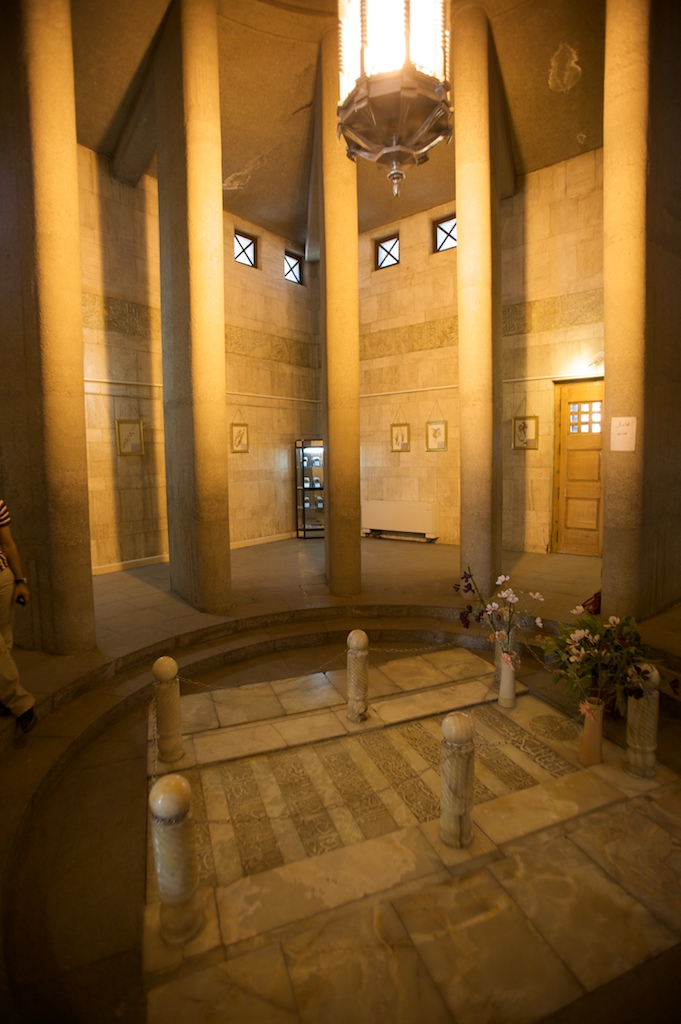
دید داخلی آرامگاه بوعلی‌سینا

## ابوعلی سینا و ادبیات

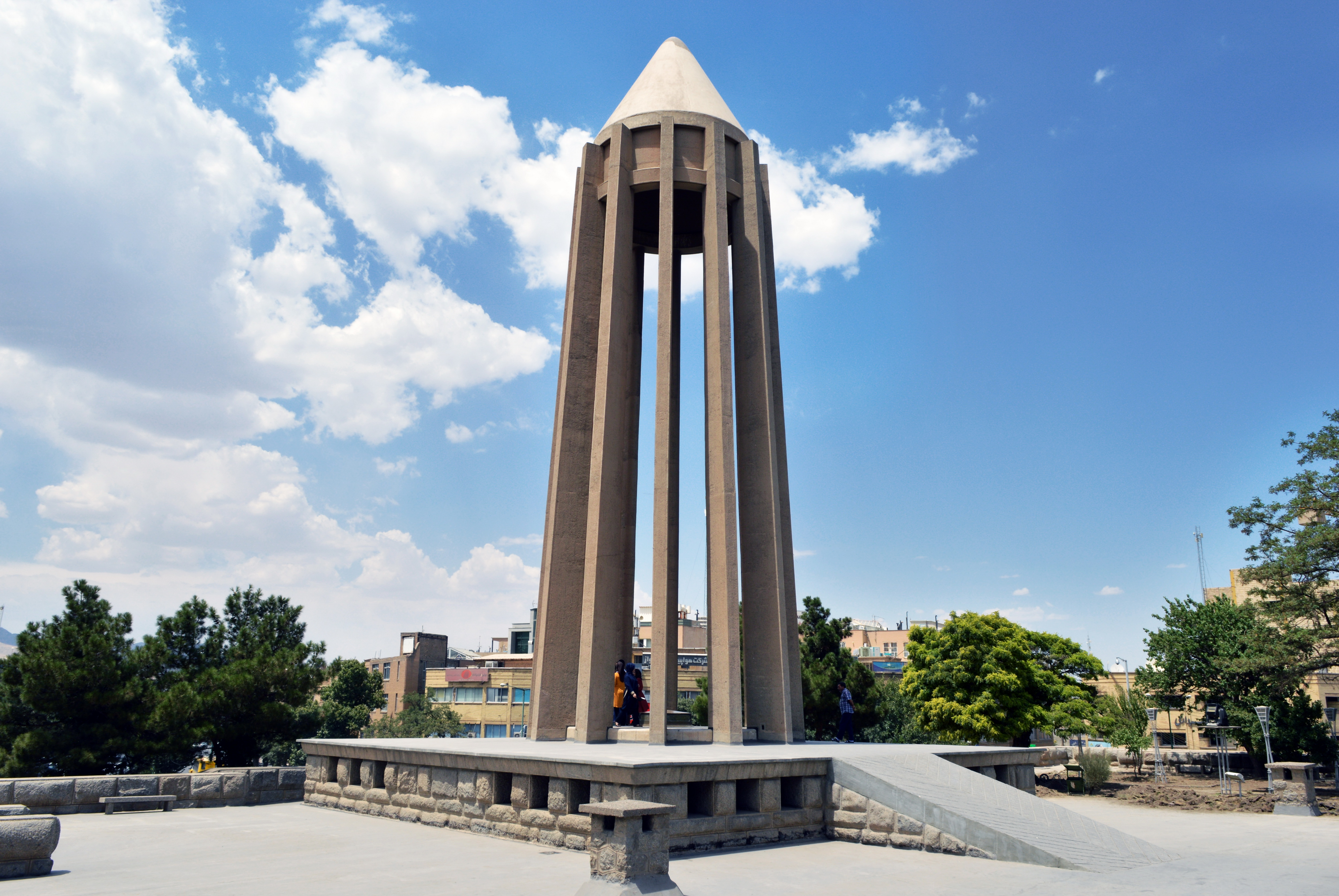
نمای بیرونی مقبره ابن سینا در همدان

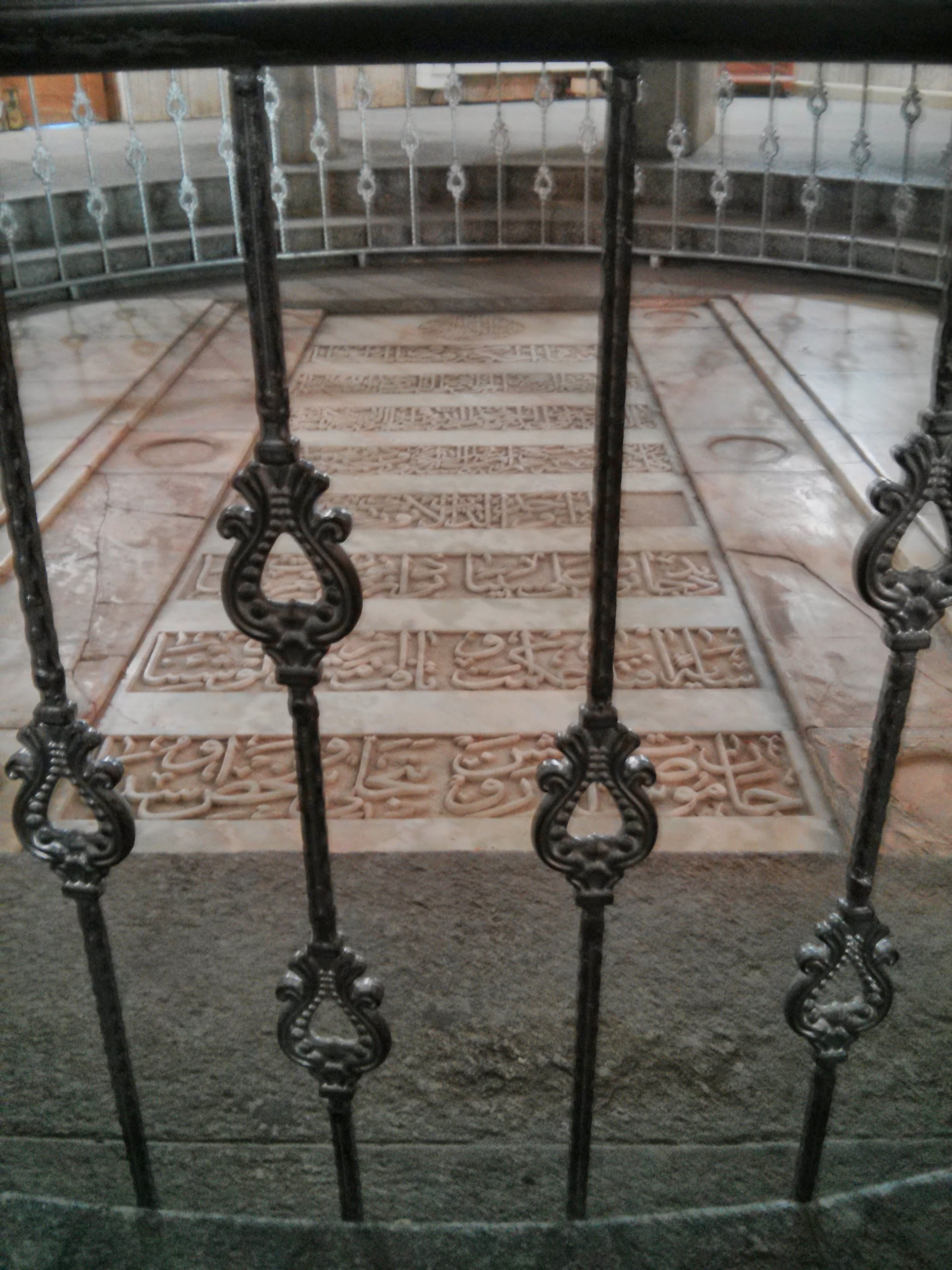
سنگ مزار ابن سینا

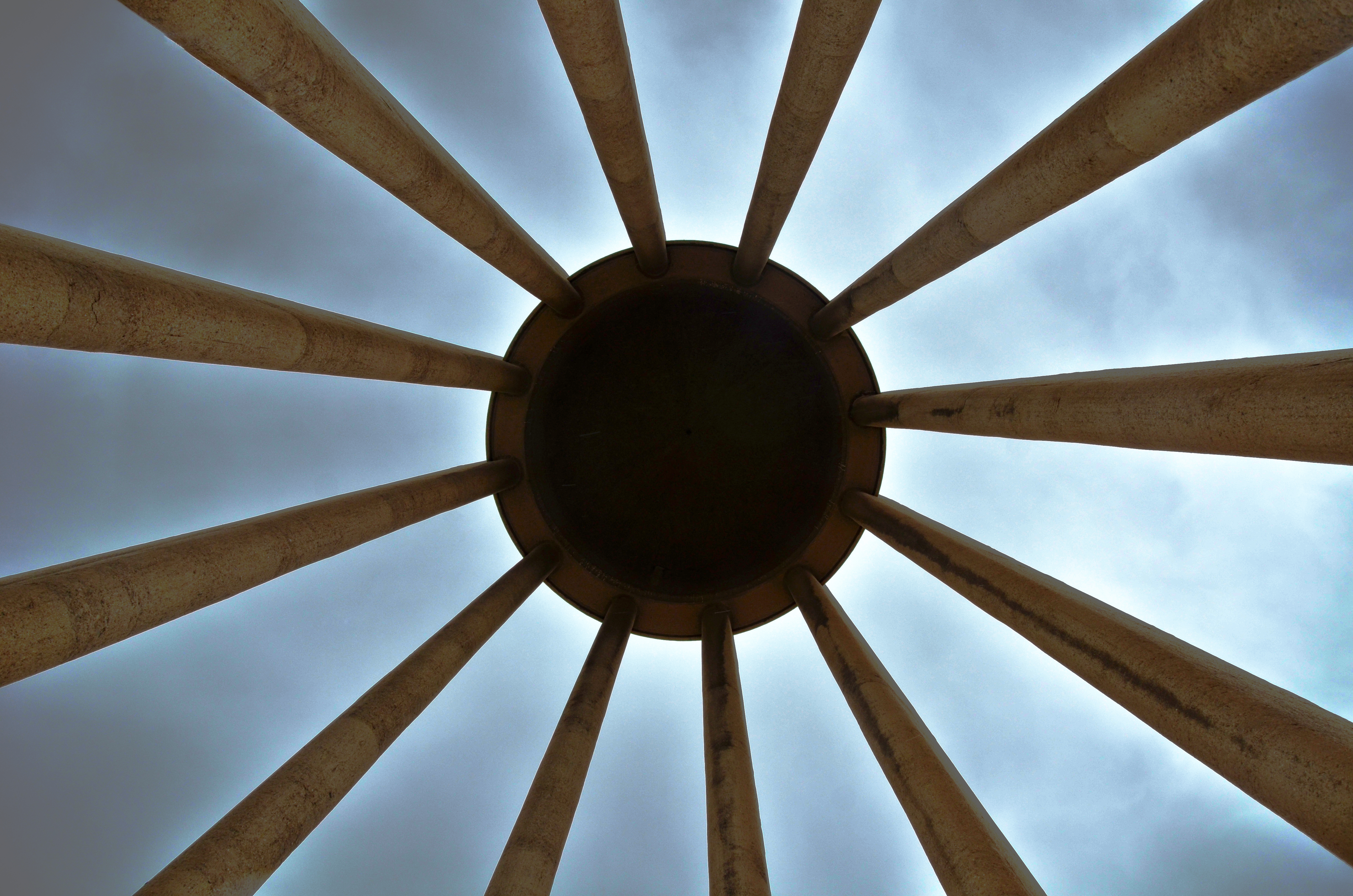
آرامگاه پورسینا - همدان - ایران

ابوعلی سینا به عربی و فارسی شعر می‌سروده است. حدود هفتاد و دو بیت شعر فارسی در کتاب‌های مختلف و تذکره‌ها بدو منسوب شده است در میان ابیات بوعلی سینا طنزهای تکان دهنده‌ای به چشم می‌خورد که نشان از بی‌ارزشیِ جهان هستی و ضعف و ناتوانیِ آدمیان از دیدگاهِ اوست.
| روزکی چند در جهان بودم    |  | بر سرِ خاک باد پیمودم     |
| ساعتی لطف و لحظه‌ای در قهر |  | جانِ پاکیزه را بیالودم    |
| باخرد را به طبع، کردم هَجو |  | بی‌خرد را به طمع بستودم   |
| آتشی برافروختم از دل      |  | و آبِ دیده ازو بیالودم    |
| با هواهای حرص شیطانی      |  | ساعتی شادمان بنغودم      |
| آخرالعمر چون سرآمد کار    |  | رفتم تخم کِشته بدرودم     |
| گوهرم باز شد به گوهر خویش |  | من از این خستگی بیالودم  |
| کس نداند که من کجا رفتم   |  | خود ندانم که من کجا بودم |

| دل گرچه درین بادیه بسیار شتافت |  | یک‌موی ندانست ولی موی‌شکافت  |
| اندر دلِ من هزارخورشید بتافت    |  | آخر به کمالِ ذرّه‌ای راه‌نیافت |

بوعلی در قطعه‌ای با این‌که به نحوی ترکِ ادبِ شرع می‌نماید، جهل و حماقت را زشت می‌شمارد؛ اما این قطعه دارای طنز دلپذیری است که بر ترکِ ادب شرع غلبه دارد. جهل و حماقتی که باعثِ حکم شرع بر تحریم می‌شود و عقلا و علما را به زحمت و رنج انداخت:

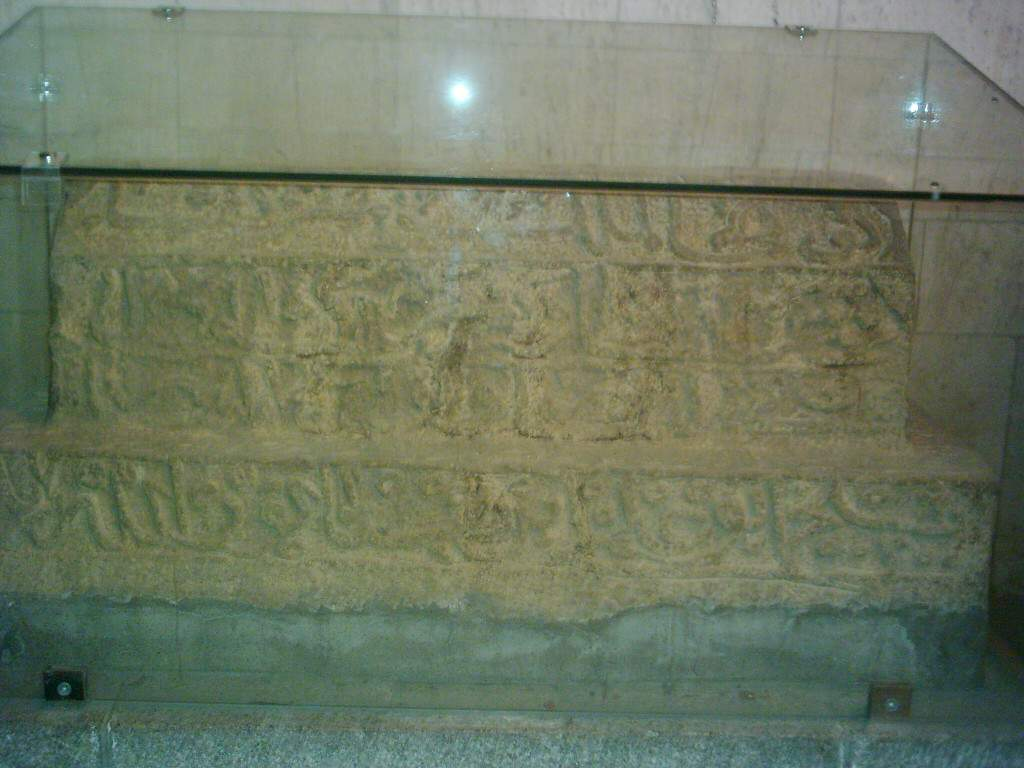
اولین سنگ قبر ابن سینا قبل از نبش قبر و جابجایی

| غذای روح بود بادهٔ رحیق الحق     |  | که رنگ و بوش کند رنگ و بوی گل را دق |
| به رنگ زنگ زداید ز جانِ اندهگین  |  | همای گردد اگر جرعه‌ای بنوشد بَق       |
| به طعم تلخ چو پندِ پدر ولیک مفید |  | به پیش میطل باطل به نزدِ دانا حق     |
| مِی از جهالتِ جهّال شد به شرع حرام |  | چو مَه که از سببِ منکرانِ دین شد شَق    |
| حلال گشته به فتوای عقل بر دانا  |  | حرام گشته به احکامِ شرع بر احمق      |
| شراب را چه گنَه گر که ابلهی نوشد |  | زبان به هرزه گشاید دهد ز دست ورق.   |

جُنگ سیدالهی نسخه مورخ سده دهم، اشعاری از ابن سینا در این جُنگ دیده می‌شود که برخی از آن‌ها نویافته است:
| در راه خدا دوست‌ترت چیست؟ فدا کن         |  | آخر به همه عمر یکی دوست به دست آر      |
| مستی مکن از بادهٔ غفلت که نیرزد          |  | صد حالت مستی به پریشانی هُشیار          |
| -ای داده دل به دنیا در پیش و پس نگاه کن |  | بیندیش تا چه کردی بنگر که تا کجایی     |
| زین اژدهای پیشه نتواندت رهاندن          |  | ای بر خطا و زلت، جز رحمت خدایی         |
| جز خواب و خور نبینم کارت مگر…           |  | بر سیرت ستوران گر مردمی چرایی          |
| -دعوت عقل آشکارا کن که عمری بعد از این  |  | در دهانِ ماهیِ تقدیر چون ذوالنّون شود     |
| عیش عقل آن‌گاه خوش‌تر در صفای وقت دل      |  | کانتهای دورِ جان با ابتدا مقرون شود     |
| بگذر از بند مزاج و دور باش از بند حس    |  | هرکه با دونان نشیند همچو ایشان دون شود |
| از نشاط و خرّمی بر آسمان گردن فراز       |  | کین سرِ ترکیب روزی در زمین مدفون شود    |
| چون بوَد کامل کسی در عالمِ کَون و فساد     |  | کو نداند چون درآمد یا نداند چون شود    |

## شاگردان ابن سینا
ابن سینا علاوه بر آثار خود شاگردان دانشمند و کارآمدی به مانند ابوعبید جوزجانی، ابوالحسن بهمنیار، ابو منصور طاهر اصفهانی و ابوعبدالله محمد بن احمد المعصومی را که هر یک از ناموران روزگار گشتند تربیت نمود، که هر کدام دانشمند بزرگی در زمان خود شدند. از میان شاگردان او این چند تن سرشناس‌ترند:
- ابوالحسن بهمنیار بن مرزبان شاگرد بسیار معروف ابن سینا است که برخی از آثار او در دست است. وی از زرتشتیان آذربایجان بود.[۴۵] ولی بعدها مسلمان شد و کنیهٔ ابوالحسن را برگزید. چنان‌که بسیاری از ارباب تواریخ به این مطلب تصریح کرده‌اند و از نوشته‌های خود ابوالحسن بهمنیار از جمله التحصیل چنین مطلبی تأیید می‌شود. یکی از کتاب‌های ابن سینا به نام المباحث بیشتر شامل جواب سؤالات اوست.[۴۶]
- ابوعبیدالله عبدالواحد بن محمد جوزجانی از سال ۴۰۳ هجری تا هنگام مرگ ابن سینا پیوسته در خدمت او بوده است و پس از مرگ او آثار او را گردآوری و تألیف کرد. تبحر او در ریاضیات بود. او کتاب سه جلدی دانشنامه علایی را پس مرگ ابن سینا تکمیل کرد.
- ابوعبدالله محمد بن احمد المعصومی یکی دیگر از شاگردان مشهور ابن سینا است که رسالةالعشق را ابن سینا به نام او نوشت. وقتی نزاع علمی بوعلی سینا و ابوریحان بیرونی بر اثر برخی گفتارهای ابوریحان منقطع شد معصومی ادامهٔ بحث با ابوریحان را به عهده گرفت. مطالب معصومی به همراه اجوبه ابن سینا و سوالات و ردود ابی ریحان در کتاب اسئله و اجوبه در ایران و لبنان چاپ شده است.[۴۷]
- شیخ علی نسائی خراسانی یکی دیگر از شاگردان ابن سینا که ناصر خسرو هم در سفرنامه اش از وی نام می‌برد.[۴۸]
- ابومنصور حسین بن طاهر بن زیله اصفهانی از دانشمندان ایرانی قرن چهارم و پنجم هجری و از شاگردان ابن سینا بود. وی در دانش‌های زمان خود بیشتر در ریاضیات مهارت داشت. او در سال ۴۴۰ هجری درگذشت.[۴۹][۵۰]

## تأثیر و جایگاه امروزی

### تأثیر بر اروپا

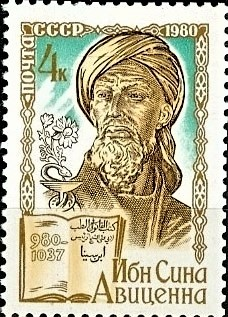
شوروی در سال ۱۹۸۰ میلادی تمبری با عنوان «هزارمین سالگرد تولد ابن‌سینا» چاپ کرد.

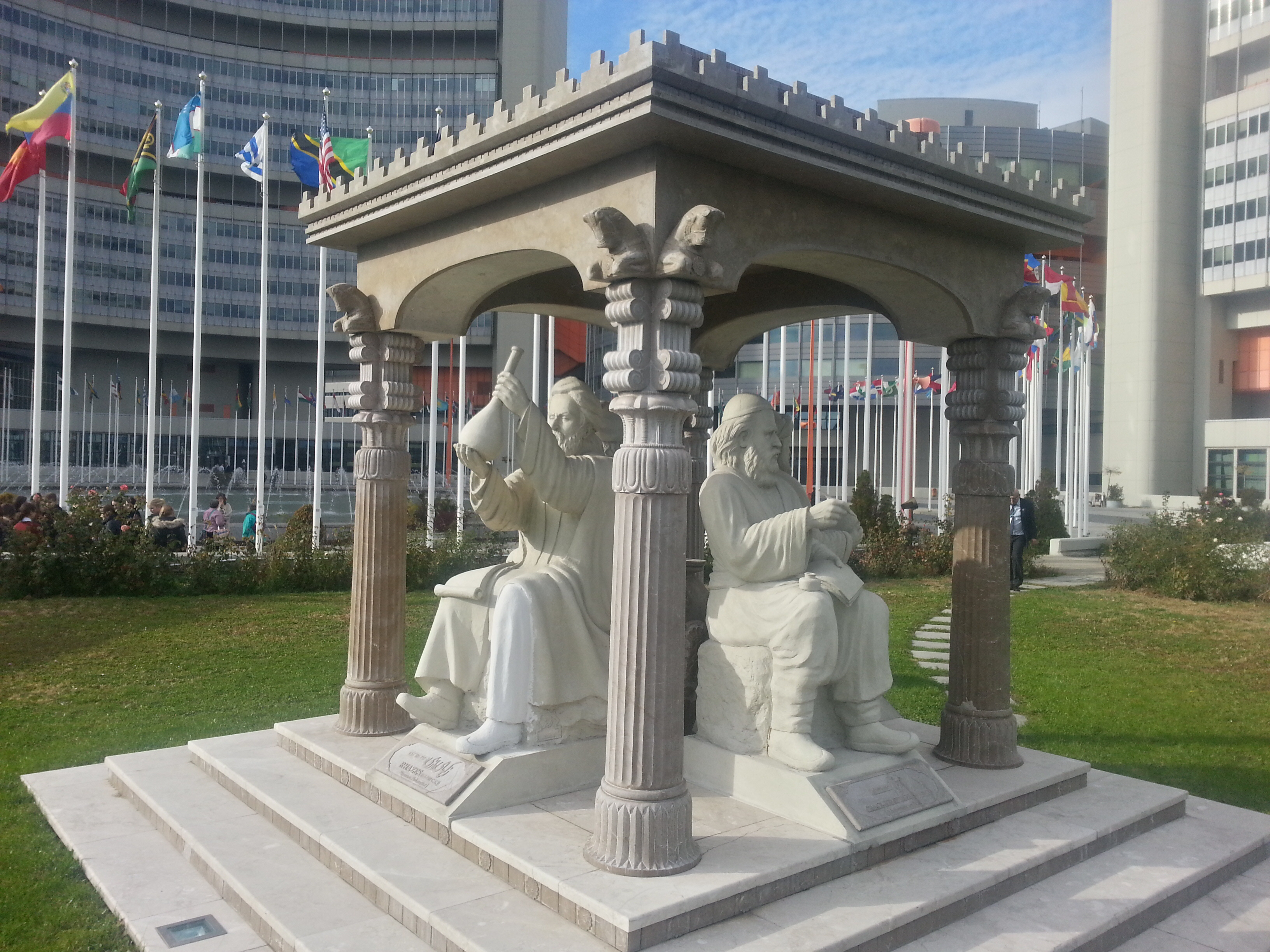
چهارطاقی دانشمندان ایرانی، دفتر سازمان ملل متحد، وین

انتقال علوم یونانی توسط مسلمانان و ترجمه آثار عربی به لاتین، نخستین رنسانس یعنی تجدید حیات علمی را در جنوب اروپا سبب شد. این رنسانس در قرن دهم در سیسیل آغاز شد و در قرن دوازدهم در طُلَیطُلَه (تولدو) درخشید، سپس از آن بزودی به فرانسه رسید. دو اثر اصلی ابن سینا (شفا و قانون) وی را در اروپا به صورت استاد بی‌بدیل طب و علوم طبیعی و فلسفه درآورد.
از قرن دوازدهم تا شانزدهم پایه‌های علمی و عملی پزشکی، تعلیمات ابن سینا بود. با آثار ابوبکر محمد بن زکریای رازی نیز آشنا بودند و او را طبیب معالجی بهتر از ابن سینا می‌شمردند، ولی قانون مجموعه تعلیمی بی‌نظیری به‌شمار می‌رفت و کتاب «کلیات فی الطب» ابن رشد تنها با قسمت اول کتاب قانون مطابقت داشت. قانون را ژرارد کرمونائی میان سال‌های ۱۱۵۰ و ۱۱۸۷ به تمامی ترجمه کرد و روی هم رفته هشتاد و هفت ترجمه از آن به عمل آمد که البته بعضی، از آن‌ها فقط شامل قسمتی از این کتاب بود. بیشتر ترجمه‌ها به لاتینی بود، ولی چندین ترجمه به عبری در اسپانیا و ایتالیا و جنوب فرانسه نیز انجام شد. ترجمه کتاب‌های طبی به خوبی ترجمه کتاب‌های فلسفی او نیست و بعضی کلمات یونانی که تحریف شده و به صورت عربی درآمده، در ترجمه‌ها به صورت نامفهوم و ناشناخته آمده است، و نیز بعضی اصطلاحات فنی عربی کمابیش به حروف لاتینی نقل شده و کاملاً نامفهوم است. قانون اساس تعلیم طب در همه دانشگاه‌ها بود. در قدیمی‌ترین برنامه تعلیمی که تاکنون به‌دست آمده و مربوط به مدرسه طب منوپلیه است و در منشوری از پاپ کلمنت پنجم مورخ ۱۳۰۹مسیحی و نیز در تمام منشورهای پس از آن تا سال ۱۵۵۷ نام قانون آمده است. ده سال بعد جالینوس را بر ابن سینا برگزیدند، ولی کتاب قانون تا قرن هفدهم هنوز تدریس می‌شد. چاپ متن عربی آن در رم نشانه آن است که چه اندازه ارزش برای این کتاب قائل بوده‌اند. چاسر در مقدمه کتاب «داستان‌های کنتربری» نوشته است که هیچ طبیبی نباید از قانون غفلت کند. تقریباً هرکس قسمت‌هایی از قانون و مخصوصاً فصول مربوط به تب یا بیماری‌های چشم را، یا نوشته‌های کوتاهتری چون «مقالة فی النبض» یا «رساله در بیماری‌های قلبی» را در اختیار داشت. همه مؤلفان عرب از قرن هفتم تا قرن دهم ه‍.ق /سیزدهم تا شانزدهم م. تحت تأثیر ابن سینا بوده‌اند - حتی اگر مانند پدر ابن زهر نسبت به او تردید نشان داده یا مانند ابن نفیس قانون را تکمیل کرده باشند.
پژوهشگران هنوز آثار پزشکی ابن سینا را از آنجایی که به لحاظ تاریخی ارزشمند محسوب می‌شوند، مطالعه می‌کنند. کتاب قانون ابن سینا در پزشکی به سال ۱۹۷۳ در شهر نیویورک ایالات متحده آمریکا تجدید چاپ گردیده است.

### روز پزشک
- ۱ شهریور، هم‌زمان با زادروز او در ایران روز پزشک است.

## آثار نوشته شده در مورد ابن سینا
- ریکاردو استروبینو عضو هیئت علمی دانشگاه تافتس[۵۲] کتاب «نظریه علوم ابن‌سینا» را به زبان انگلیسی تألیف کرده است. این کتاب به آلمانی ترجمه شده است. این کتاب به تجزیه و تحلیل نظرات ابن‌سینا می‌پردازد. کتاب با تمرکز بر نظرات ابن‌سینا در حوزه منطق، فلسفه، متافیزیک و معرفت‌شناسی، در خصوص تأثیرگذاری ابن سینا بحث می‌کند.[۵۳]

### نام گذاری‌ها به نام ابن سینا
در سمت پنهان ماه دهانه‌ای به افتخار ابن سینا به نام وی دهانه ابن سینا نام‌گذاری شده است. در تهران، شیراز، مشهد و اصفهان، و همچنین؛ استانبول، هراره، بوبینی فرانسه بیمارستان‌هایی به افتخار وی نام‌گذاری شده‌اند.
یک مرکز جراحی در نیویورک به افتخار وی نام‌گذاری شده است. در ساسکس شرقی انگلستان یک کالج طب چینی به نام وی نام‌گذاری شده است. در پاکستان یک کالج پزشکی به نام ابن سینا وجود دارد. در مجارستان یک کالج بین‌المللی با نام ابن سینا وجود دارد. ژورنال بین‌المللی بیوتکنولوژی به نام ابن سینا در تهران فعالیت می‌کند. پژوهشگاه ابن سینا در تهران به افتخار وی نام‌گذاری شده است. چندین مدرسه و مرکز آموزشی در ایران نیز به نام وی نام‌گذاری شده‌اند.

### جایزه ابن سینا یونسکو
سازمان یونسکو هر دو سال یک بار جایزه‌ای به نام ابن سینا را از میان افرادی که در فلسفه اخلاق و علم پیشرو هستند اهدا می‌کند.

### جایزه ابن سینا آلمان
در سال ۲۰۰۵ «یاشار بیلگین» ترک تبار (عضو حزب راست‌گرای اتحادیه دموکرات مسیحی آلمان) با همکاری چند فرد دیگر، کانونی عام‌المنفعه به نام «آویسنا پرایز» (Avicenna-Preis e.V) در شهر فرانکفورت آلمان بنیان نهاد تا سالانه به انتخاب هیئت داوران «جایزه ابن سینا» را به افراد یا سازمانهایی که در راه تفاهم فرهنگی ملت‌ها کوشا بوده‌اند اعطاء کند. مبلغ سقفی این جایزه تا یکصد هزار یورو تعیین شده که از طرف شخصیت‌های حقوقی و حقیقی مختلف مهیا می‌شود.

### هدیهٔ ایران به سازمان ملل
دولت جمهوری اسلامی ایران در ژوئن ۲۰۰۹ مصادف با خرداد ۱۳۸۸ به عنوان نشانی از پیشرفت علمی صلح‌آمیز ساختمان-مجسمه‌ای به شکل چهارتاقی که ترکیبی از سبک‌های معماری و تزئینات هخامنشی و اسلامی در آن دیده می‌شود را به دفتر سازمان ملل متحد در وین هدیه داد که در محوطهٔ آن در سمت راست ورودی اصلی قرار داده شده است. در این چهارتاقی مجسمه‌هایی از چهار فیلسوف ایرانی خیام، ابوریحان بیرونی، زکریا رازی و ابوعلی سینا قرار دارد.

### تصویر روی اسکناس
| تصویر | تصویر | ارزش | دوره چاپ            | سال چاپ                     |
| رو    | پشت   | ارزش | دوره چاپ            | سال چاپ                     |
| ----- | ----- | ---- | ------------------- | --------------------------- |
|       |       | ۱۰   | پهلوی دوم           | ۱۳۳۳ سری ششم بانک ملی ایران |
|       |       | ۲۰۰  | جمهوری اسلامی ایران | ۱۳۶۲–۱۳۶۰ سری بارگاهی       |